# La Cochère
La Cochère település Franciaországban, Orne megyében. Lakosainak száma 150 fő (2018. január 1.). La Cochère Le Pin-au-Haras, Almenêches, Exmes, Ginai, Nonant-le-Pin és Silly-en-Gouffern községekkel határos.

## Népesség
A település népességének változása:
| Lakosok száma | 148  | 140  | 141  | 150  |
|               | 2013 | 2015 | 2017 | 2018 |